# Museo Arqueológico Nacional de España

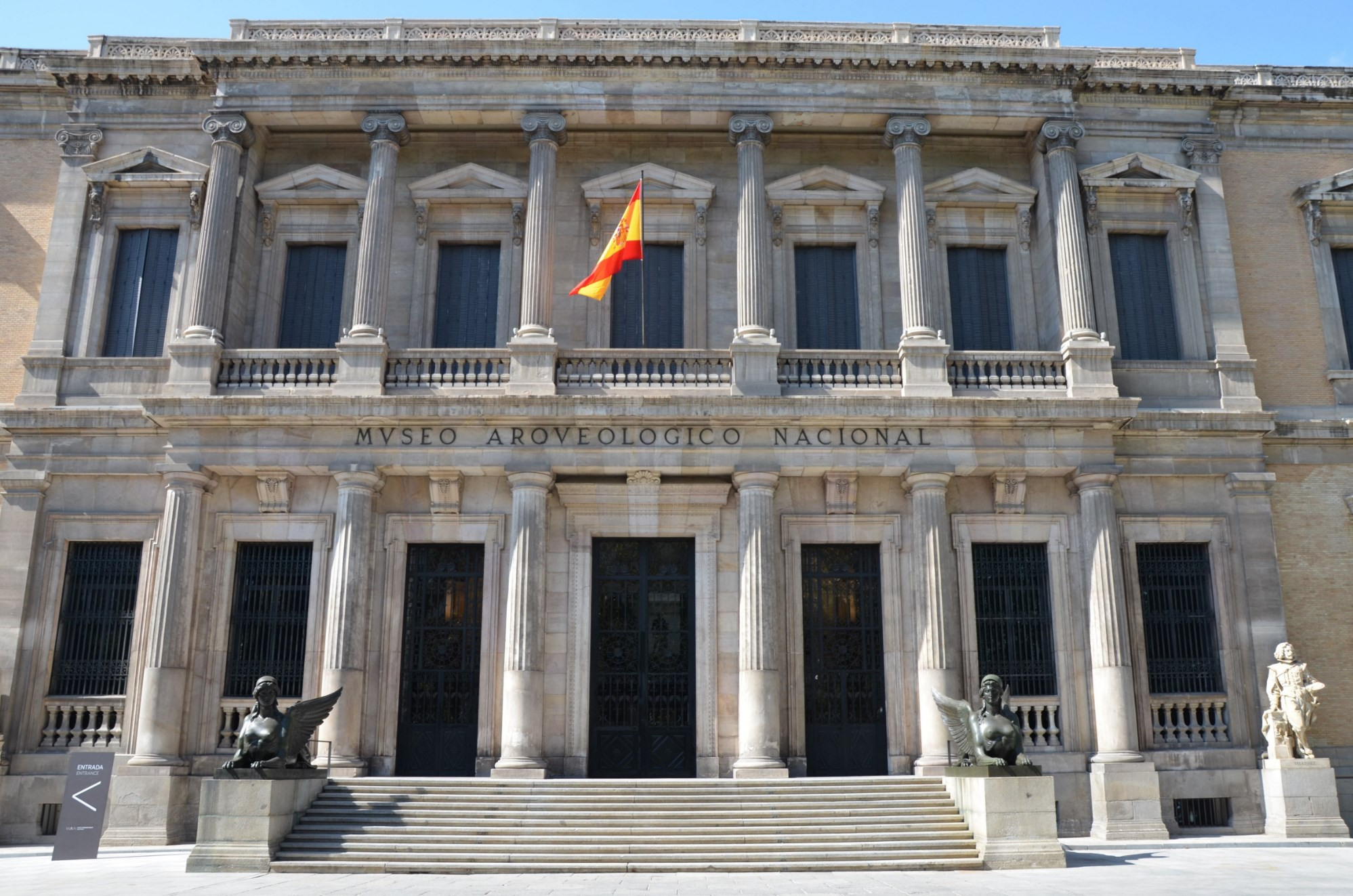
Museo Arqueológico Nacional

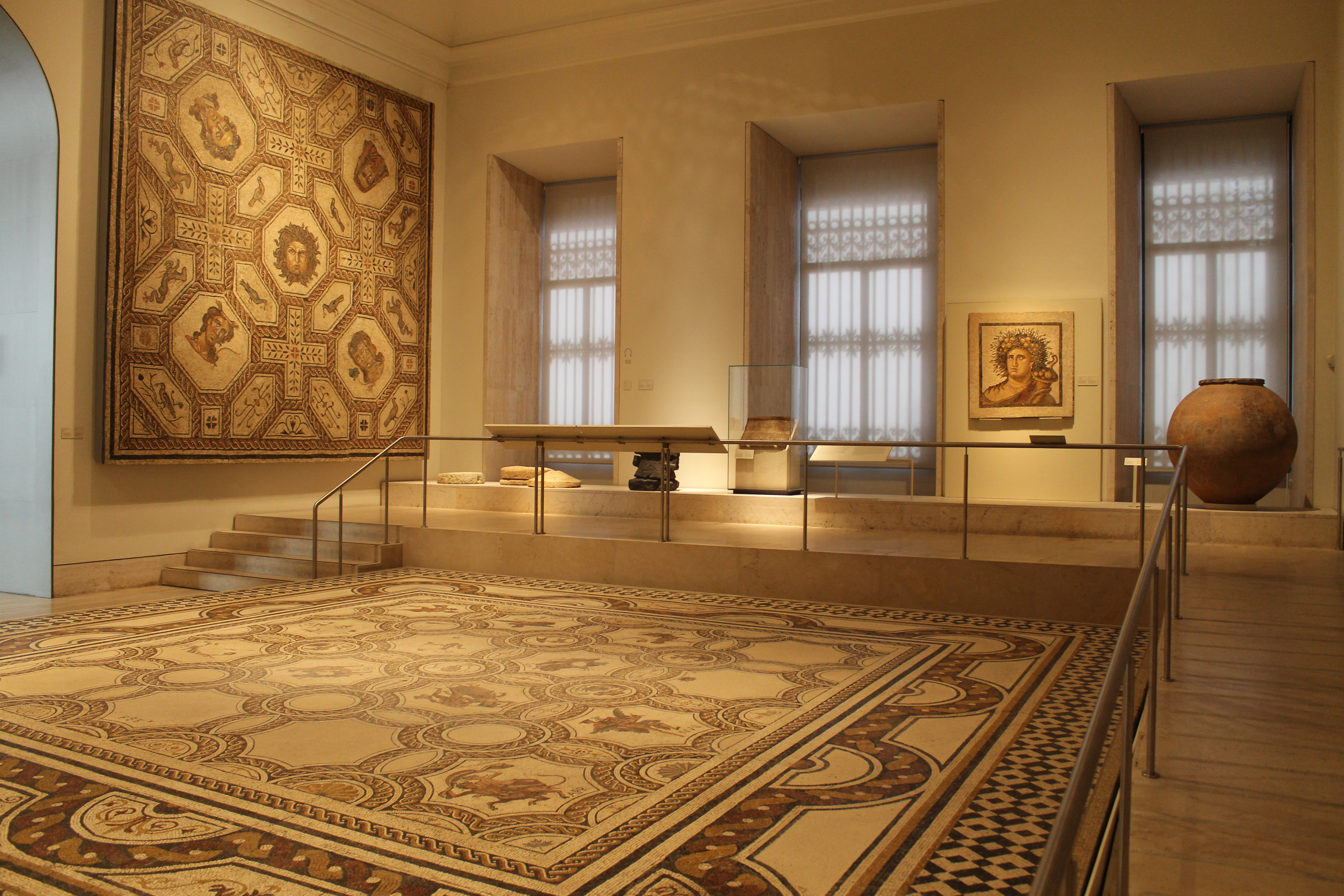
Saal mit römischen Mosaiken

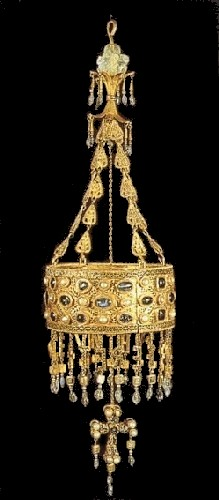
Weihekrone des westgotischen Königs Rekkeswinth mit Pendilien

Das Museo Arqueológico Nacional de España (kurz: MAN) ist das spanische Nationalmuseum für Archäologie am Paseo de Recoletos in Madrid; es zählt jährlich etwa 500.000 Besucher.

## Geschichte
Das Museum wurde im Jahr 1867 gegründet. Nachdem es sechs Jahre lang wegen Renovierungsarbeiten geschlossen war, eröffnete es am 1. April 2014 wieder. Das Neue Archäologische Museum, kurz „MAN“ genannt, zeigt sich nun als viergeschossiger, lichtdurchfluteter Ausstellungsbau mit einer Fläche von ca. 10.000 m². Im neuen Museum verteilen sich ca. 13.000 Exponate auf insgesamt vierzig Säle.

## Sammlung
Das Museum legt einen besonderen Schwerpunkt auf historische Funde des spanischen Teils der Iberischen Halbinsel. Wichtige Ausstellungsstücke sind die nur bruchstückhaft erhaltenen iberischen Skulpturen von Porcuna, die Dama de Elche und die Dama de Baza, sowie das wiederaufgebaute Mausoleum von Pozo Moro aus dem späten 6. Jahrhundert v. Chr. Außerdem sind die römischen Mosaike und die Westgotischen Weihekronen von König Rekkeswinth erwähnenswert.
Eine weitere Besonderheit des Museums ist die Nachbildung der nordspanischen Höhle von Altamira, die durch ihre reiche, prähistorische Felsmalerei bekannt wurde. Zudem gibt es eine ägyptische, griechische, römische und islamische Sammlung.
Einen neuen Höhepunkt des Museums stellt die ca. 300.000 Münzen umfassende Abteilung für Numismatik dar, von denen jedoch nur etwa 1000 gezeigt werden.

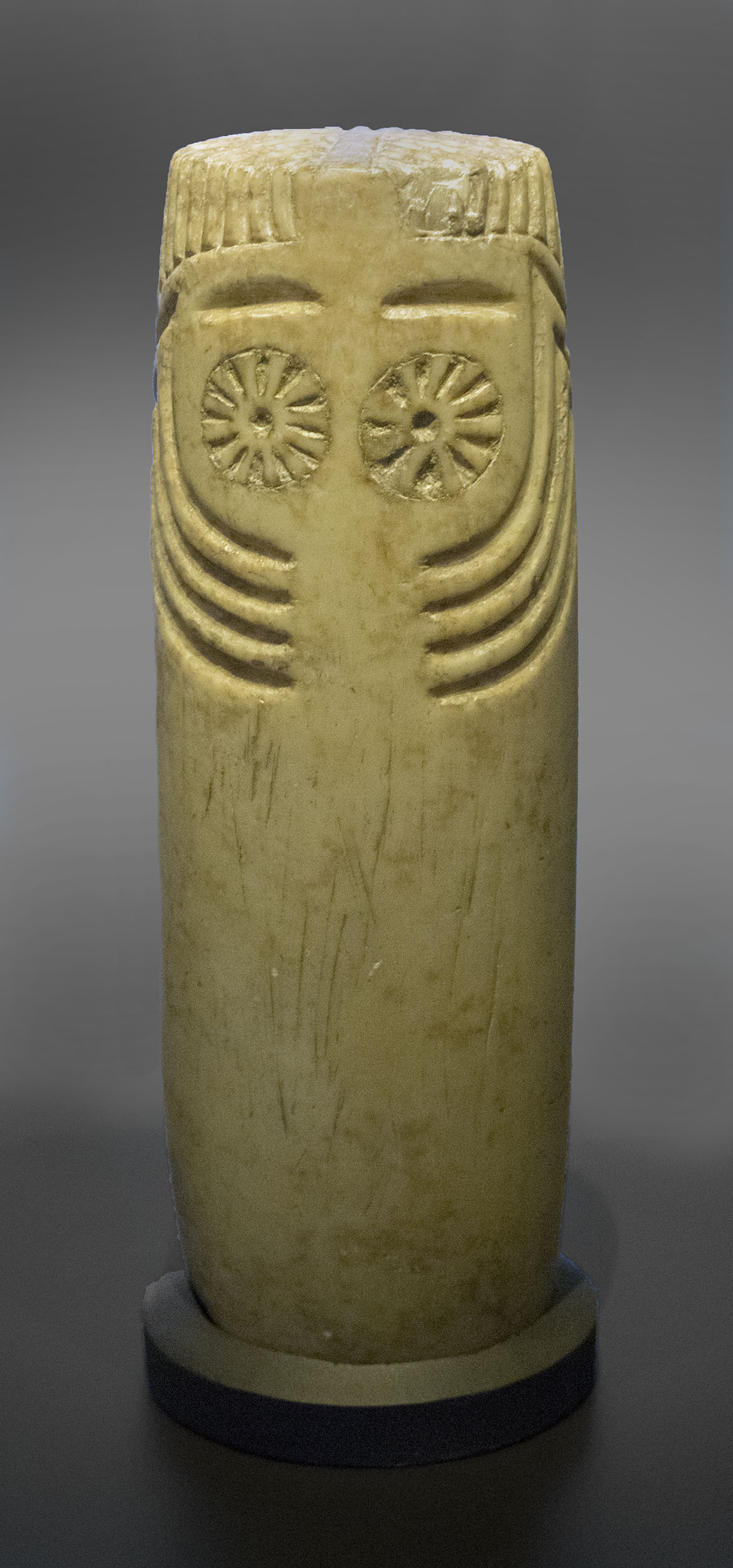
Idol, Extremadura (3. Jt. v. Chr.)
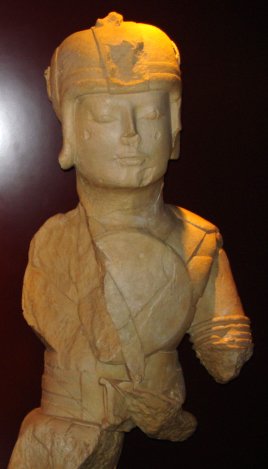
Krieger aus Porcuna (5. Jh. v. Chr.)
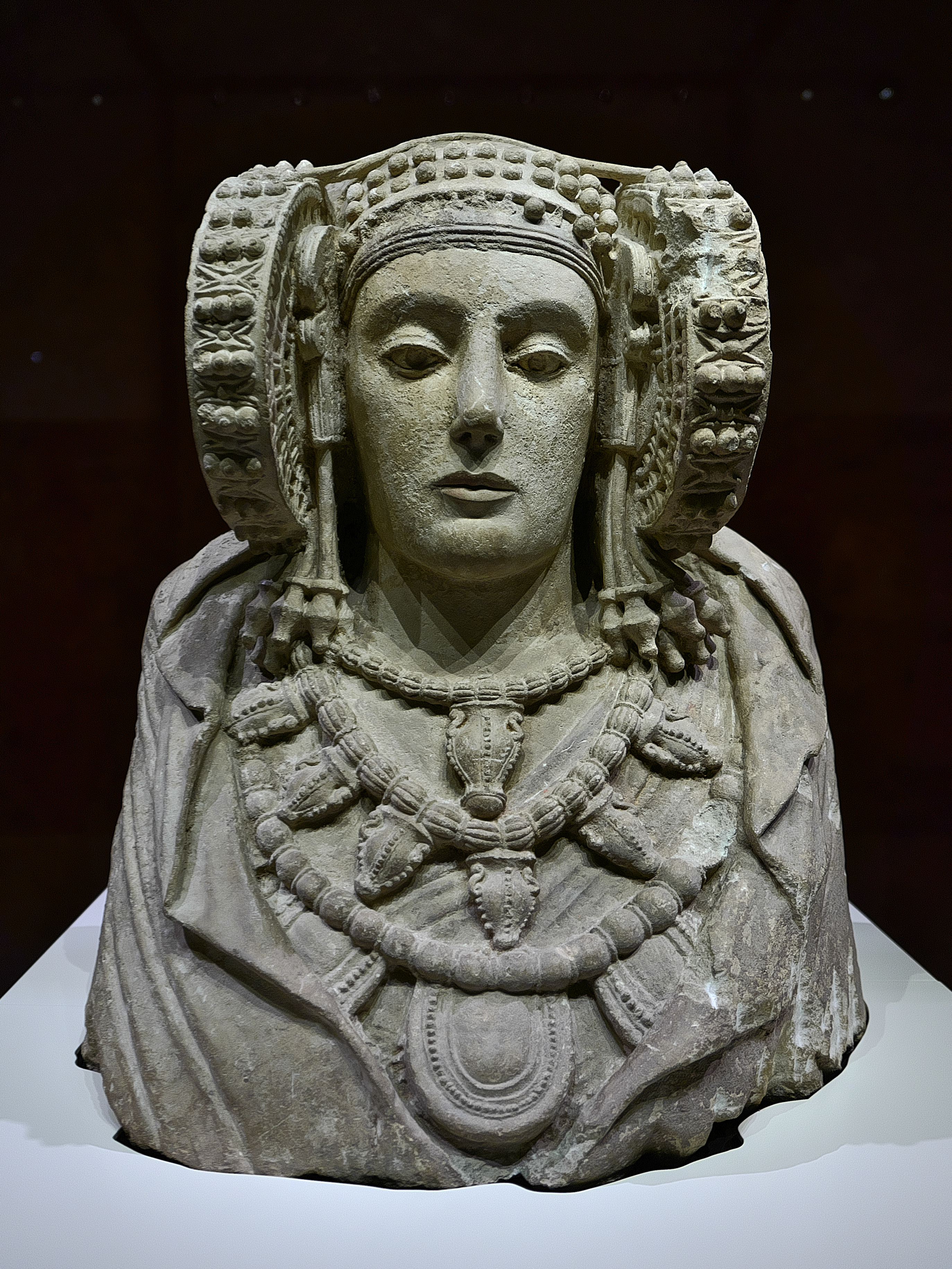
Dama de Elche (4. Jh. v. Chr.)
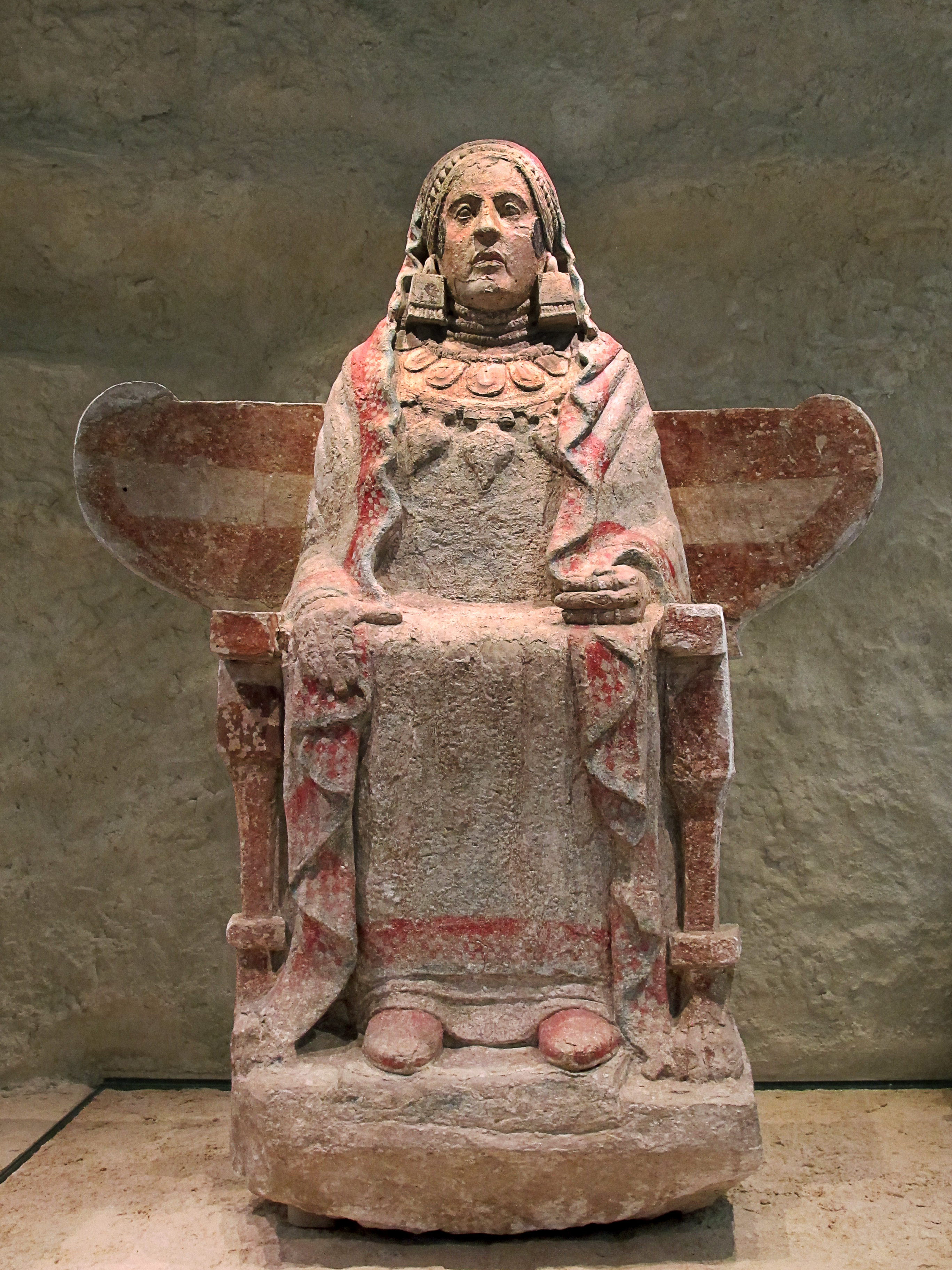
Dama de Baza (4. Jh. v. Chr.)
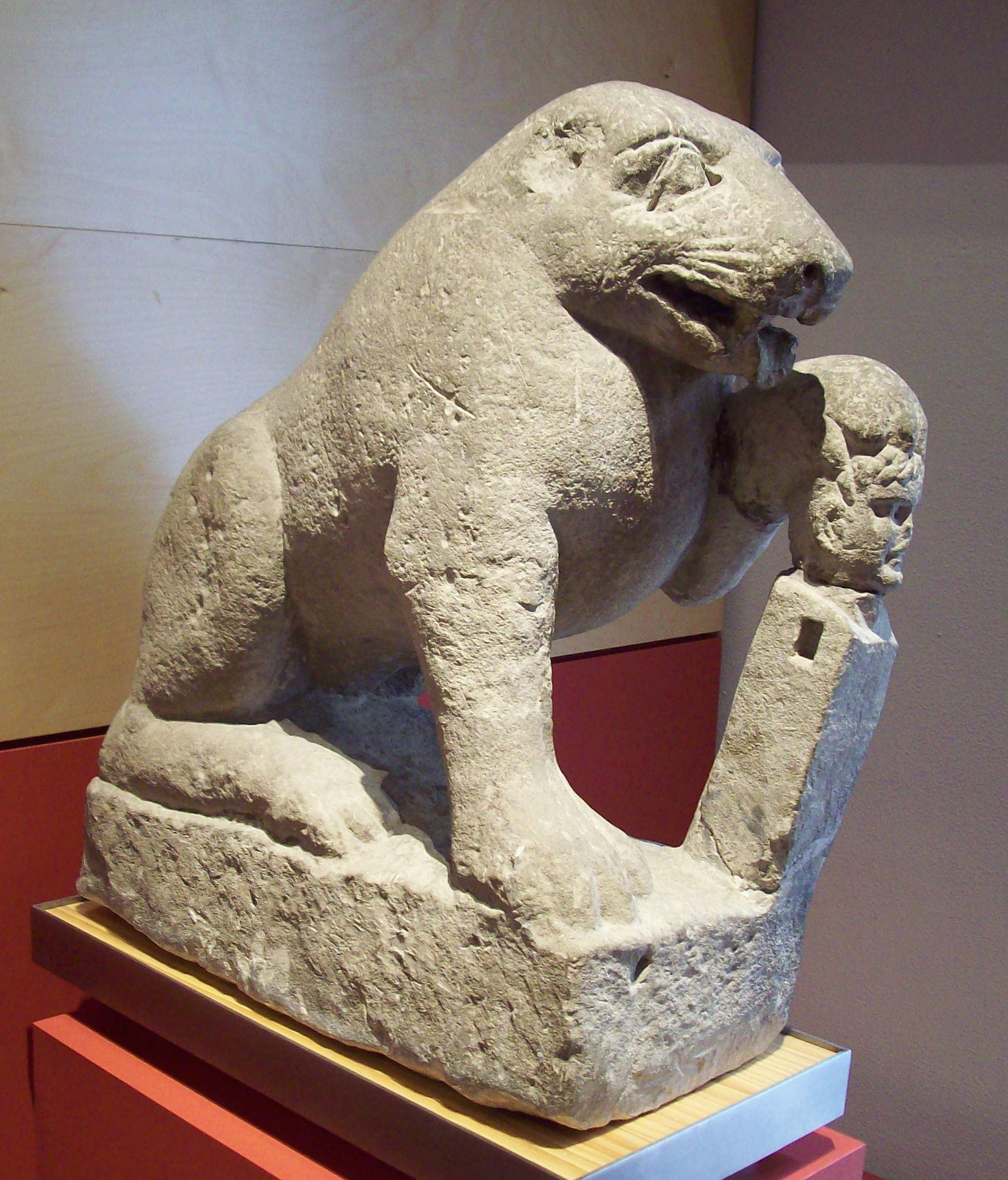
„Bär“ aus Porcuna (1. Jh. v. Chr.)
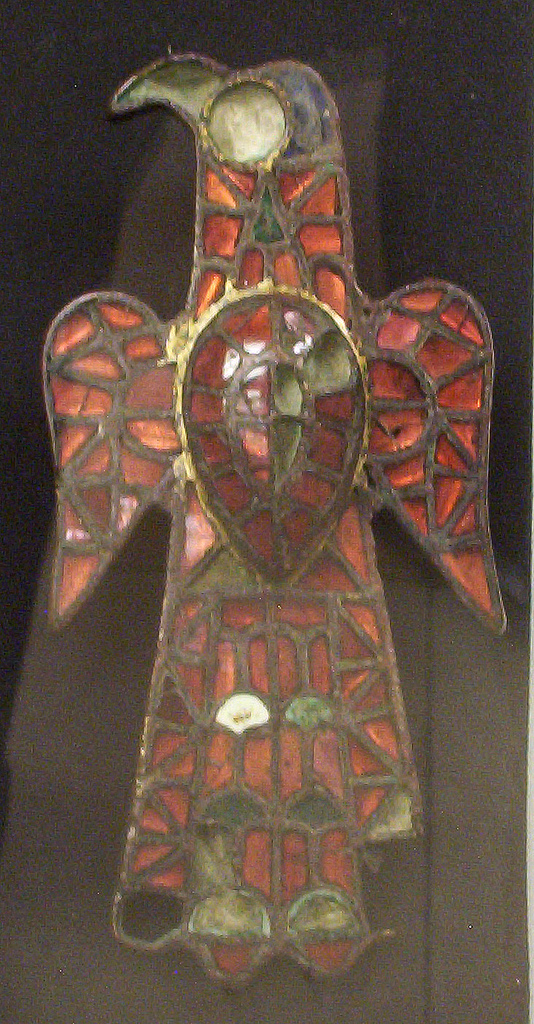
Westgotische Adlerfibel (6. Jh. n. Chr.)
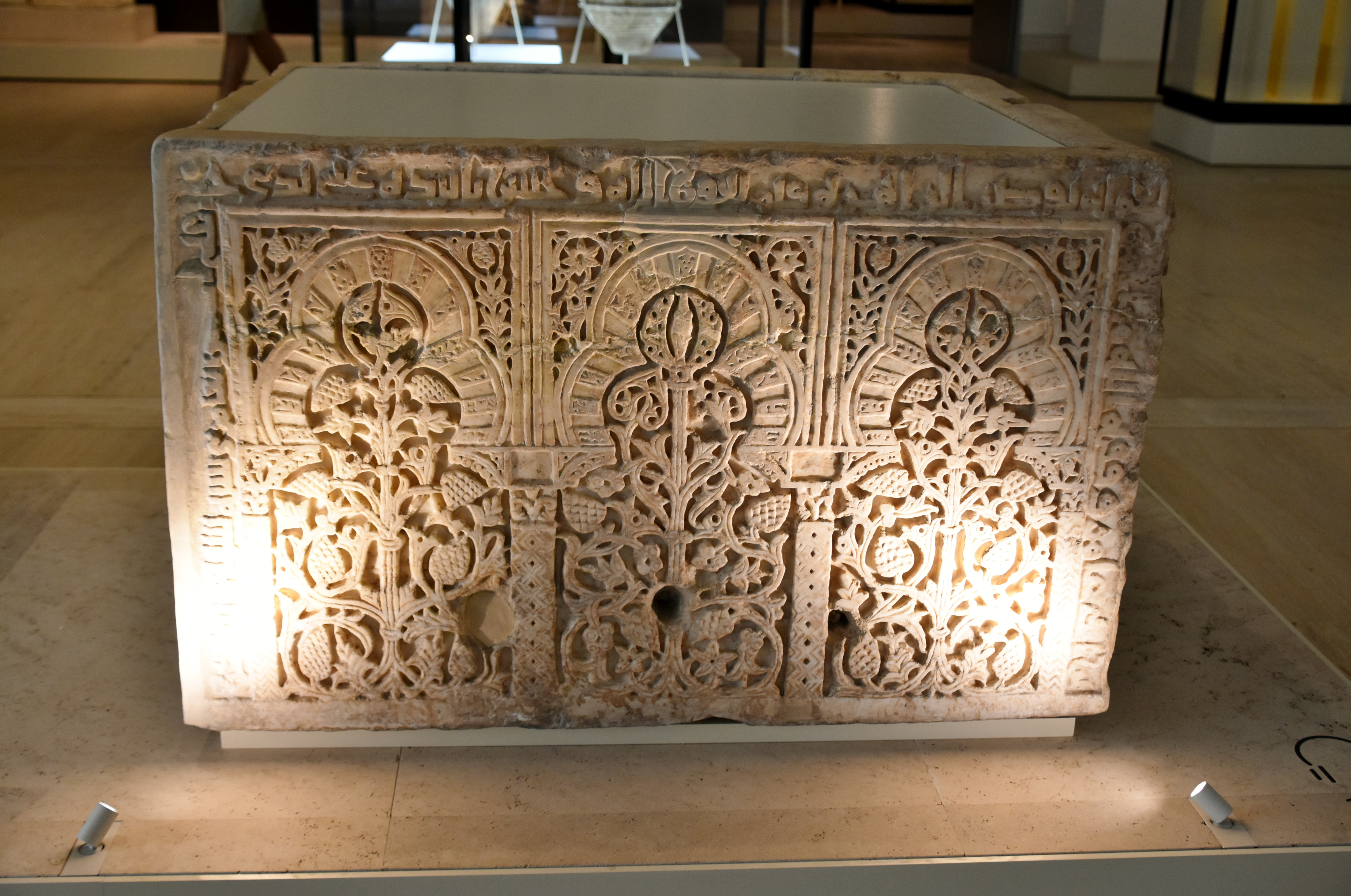
Waschbecken Almansors (ca. 988)
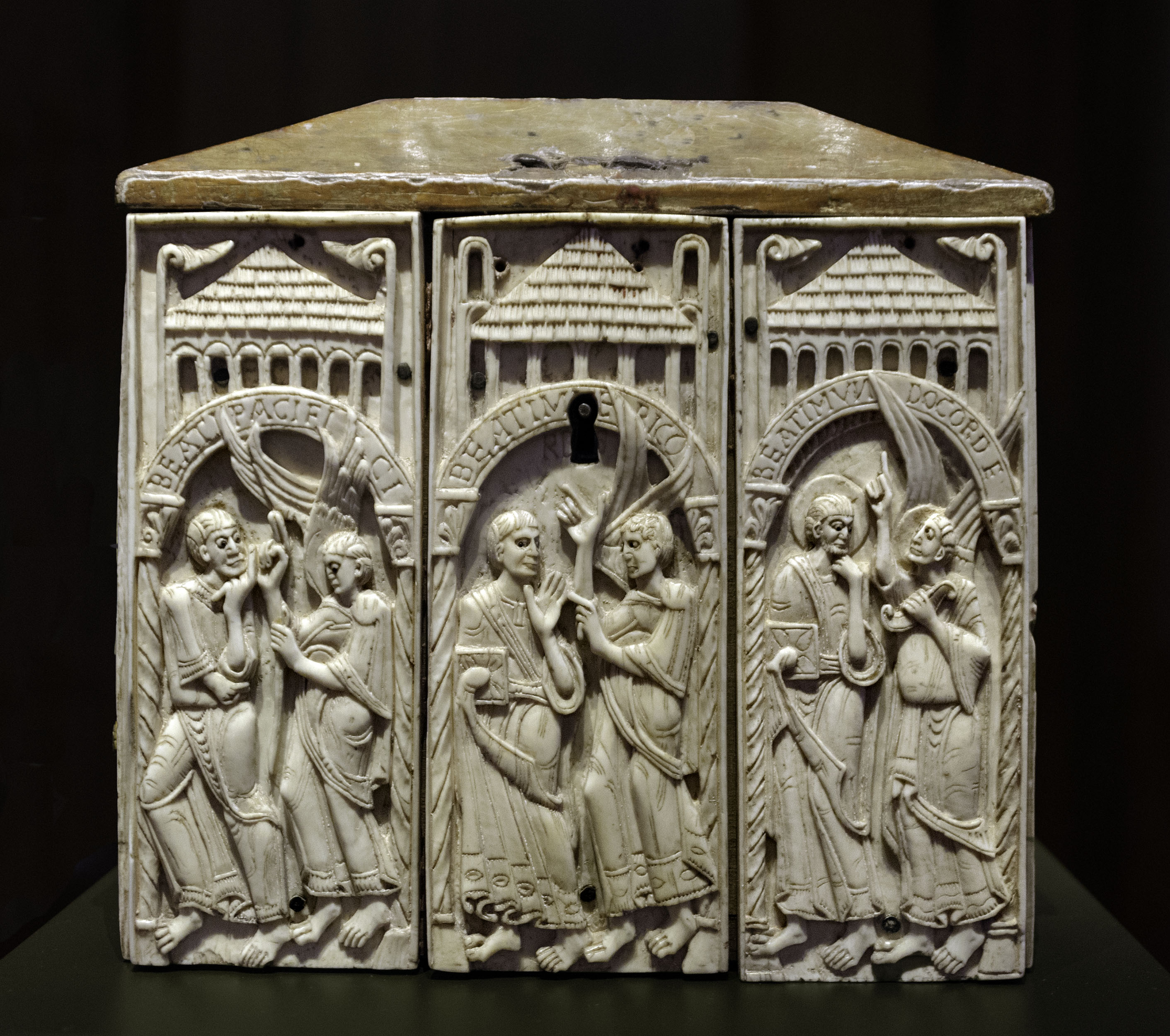
Reliquienkästchen (11. Jh.)
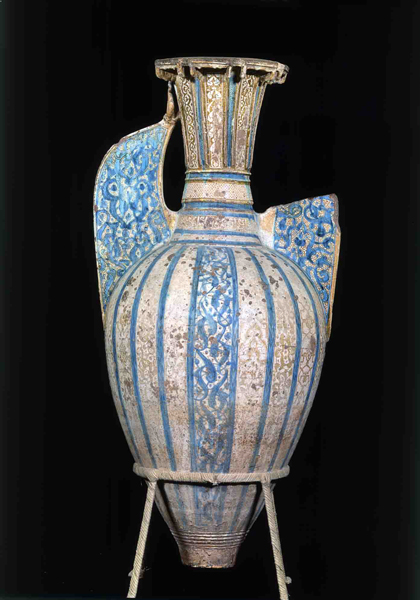
Alhambra-Vase (14. Jh.)